# Râul Bistrița, Siret
Râul Bistrița (în germană Bistritz, Bistritza), cunoscut pe porțiunea sa dintre izvoare și confluența cu Râul Dorna (în amonte de orașul Vatra Dornei) ca Bistrița Aurie (în germană Goldene Bistritz), este un râu din România care izvorăște din Munții Rodnei de la 1850 m altitudine, dintr-un circ glaciar minor de sub vârful Gârgalău (2159 m). Străbate Carpații Orientali și se varsă în Siret în aval de Bacău, fiind cel de-al 28-lea afluent de dreapta al râului respectiv, ceea ce îl face să aparțină bazinului hidrografic al acestuia.

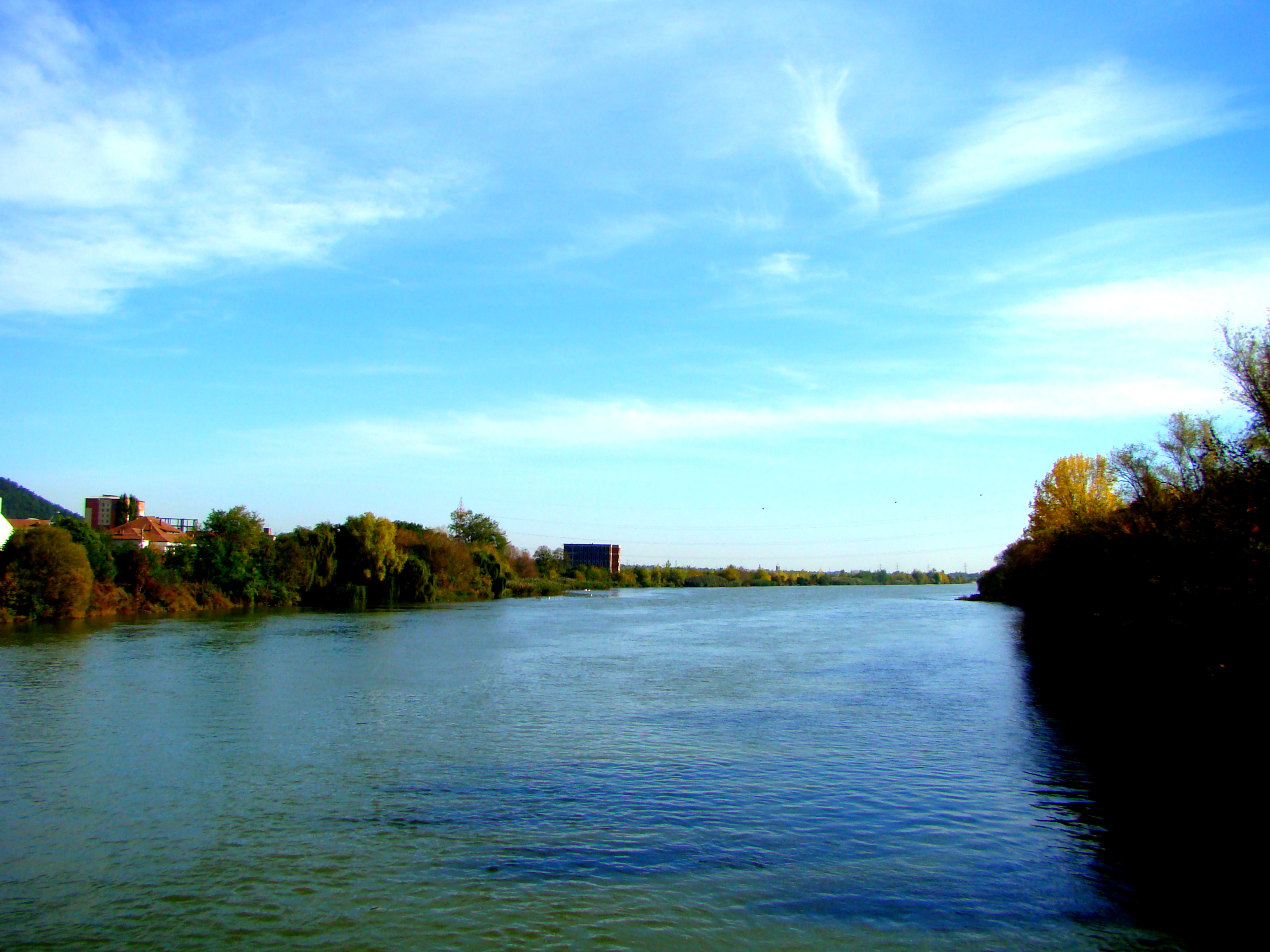
Râul Bistrița în Piatra Neamț

## Generalități
În parcursul său râul trece prin orașele Vatra Dornei, Bicaz, Piatra Neamț, Roznov, Buhuși și Bacău. Are cel mai lung sector montan dintre râurile românești.
Pe cursul său mijlociu și superior se află un complex de amenajări hidroenergetice dintre care cea mai mare este acumularea Izvorul Muntelui.
În trecut râul era cunoscut drept importantă cale de acces pentru plutărit, spre porturile dunărene.
Până la Unirea Bucovinei cu România din 1918, porțiunea râului cuprinsă între confluența cu râul Neagra și confluența cu râul Arama a reprezentat frontiera dintre Austro-Ungaria și Regatul României.

## Hărți
- Ovidiu Gabor - Economic Mechanism in Water Management  Arhivat în 5 martie 2009, la Wayback Machine.
- Munții Rodnei  Arhivat în 22 iulie 2020, la Wayback Machine.
- Munții Suhard  Arhivat în 16 decembrie 2009, la Wayback Machine.
- Munții Rarău-Giumalău  Arhivat în 15 iunie 2009, la Wayback Machine.
- Munții Rarău [nefuncțională – arhivă]

## Legături externe
- Ultimul plutaș de pe Bistrița Aurie Arhivat în 3 septembrie 2014, la Wayback Machine., 29 aprilie 2009, Otilia Bălinișteanu, Ziarul Lumina

## Imagini

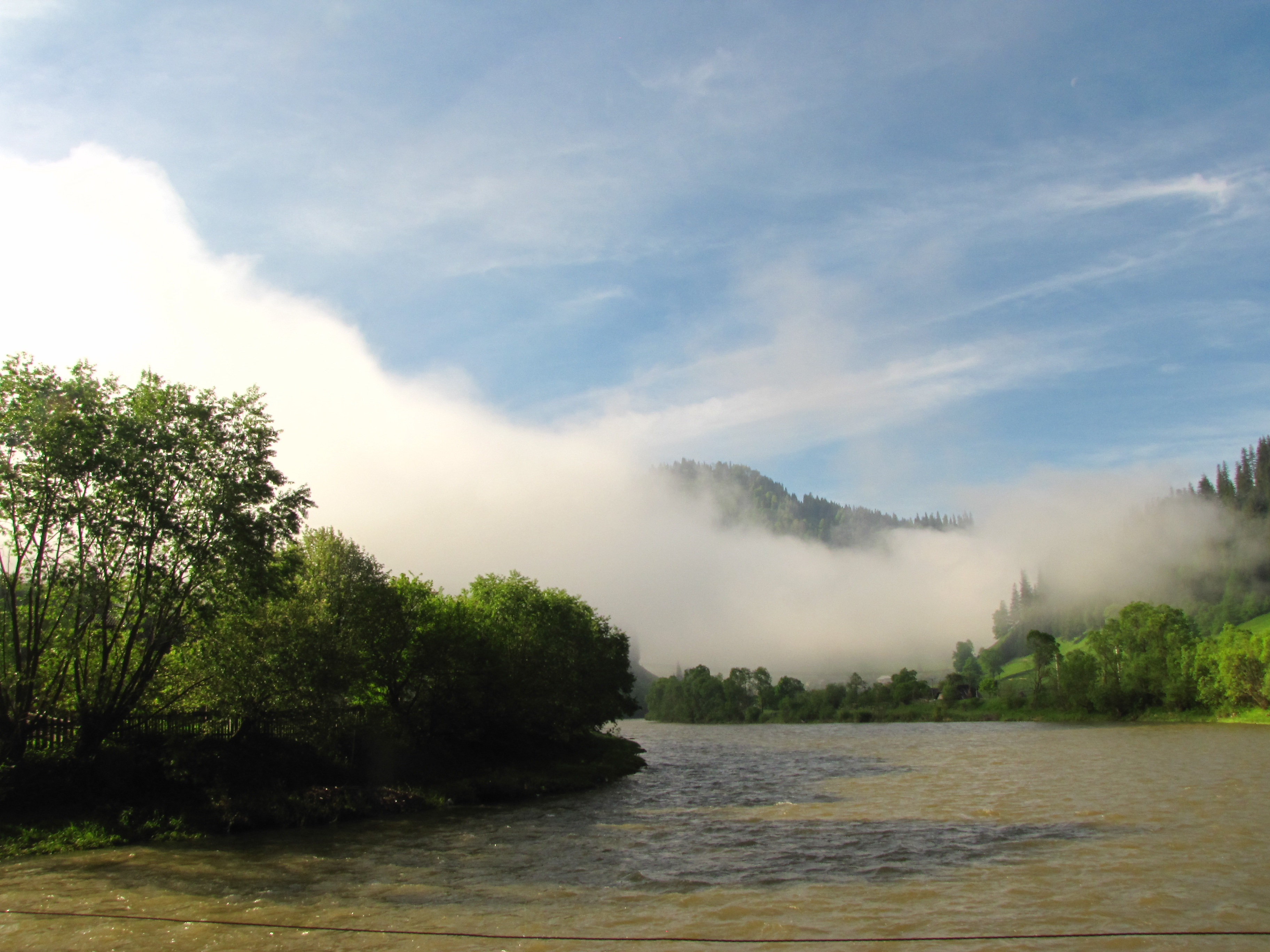
Valea Bistriței
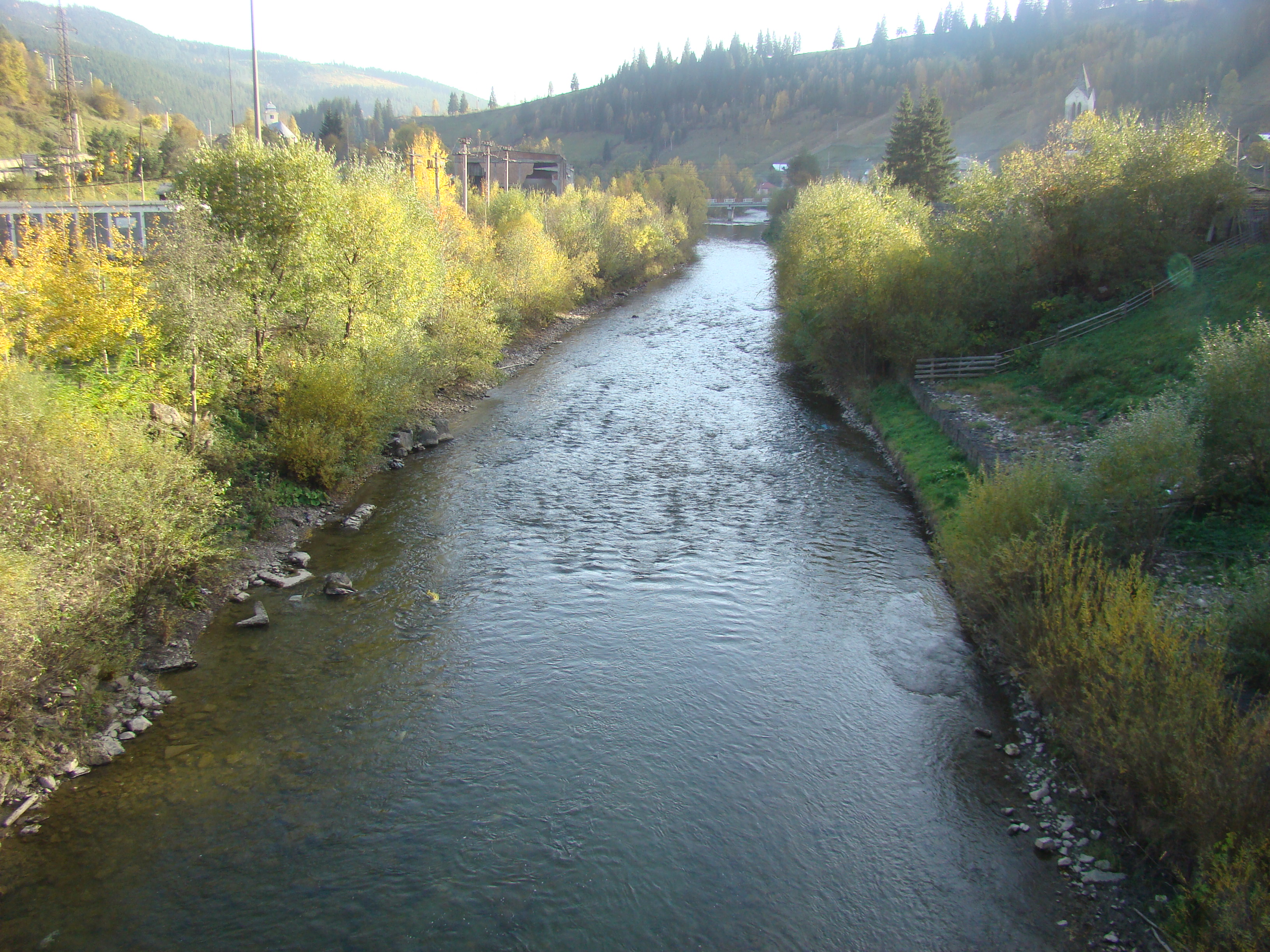
Râul Bistrița Aurie în localitatea Iacobeni
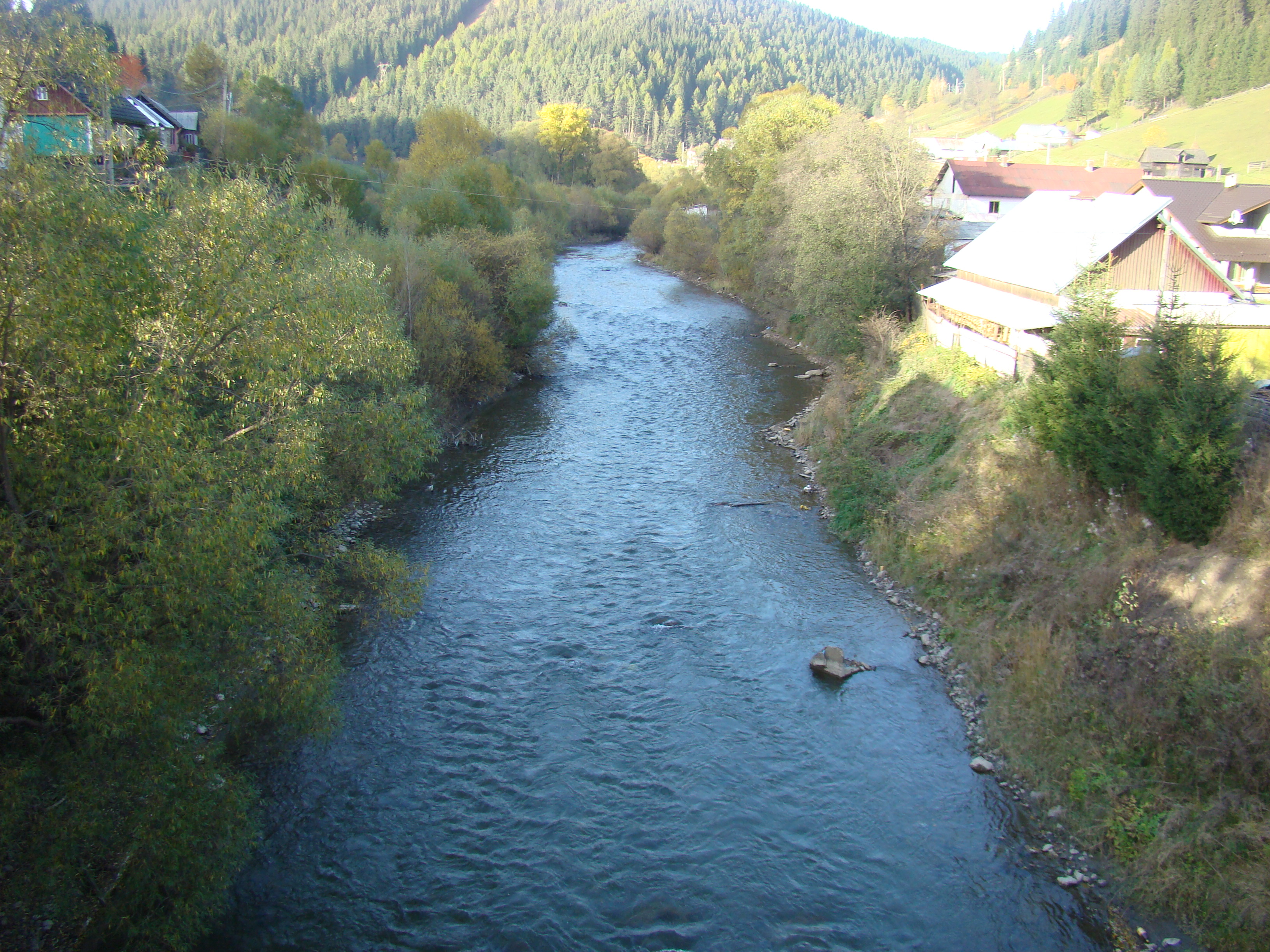
Râul Bistrița Aurie în localitatea Iacobeni